# Our Man Flint
Our Man Flint es un film estadounidense de 1966, dirigido por Daniel Mann, con los actores James Coburn en el rol principal y Lee J. Cobb como su jefe.
Es una parodia del género de espías, en auge en la década de 1960 gracias a la popularidad obtenida por James Bond después del film Goldfinger. 

## Argumento
Un ultimátum ha sido lanzado a todos los países del mundo, de lo contrario serán arrasados por tormentas y terremotos causados por el dispositivo que posee una poderosa organización criminal secreta llamada Organización Galaxy.
La Organización Zonal Mundial de Inteligencia y Espionaje (ZOWIE, en inglés) envía a sus mejores agentes tras la pista, pero son rápidamente eliminados. Ante la falta de espías calificados, y en una reñida encuesta sobre las condiciones del agente secreto ideal para cumplir la misión, el resultado que arrojan los ordenadores es uno solo : el agente retirado (y renegado) Derek Flint (James Coburn). 
Mezcla de 007 y Doc Savage (un personaje de historieta), Flint es reticente a aceptar la misión. Pero cuando el complot toca de cerca a los jefes de ZOWIE y amenaza su propia vida, decidirá involucrarse, siguiendo el rastro de la Organización Galaxy, que planea dominar el mundo con un gobierno de científicos.

## Reparto
| Actor             | Personaje            |
| ----------------- | -------------------- |
| James Coburn      | Derek Flint          |
| Gila Golan        | Gila                 |
| Lee J. Cobb       | Lloyd Cramden        |
| Edward Mulhare    | Malcolm Rodney       |
| Rhys Williams     | Doctor Krupov        |
| Peter Brocco      | Doctor Wu            |
| Benson Fong       | Doctor Schneider     |
| Michael St. Clair | Hans Gruber          |
| Shelby Grant      | Leslie               |
| Sigrid Valdis     | Anna                 |
| Helen Funai       | Sakito               |
| Gianna Serra      | Gina                 |
| Tura Satana       | 2ª bailarina         |
| James Brolin      | Técnico              |
| Joe Gray          | Guardia de seguridad |
| Steven Geray      | Diplomático alemán   |
| Bob Gunner        | Agente 0008          |